# Burg Oberbibrach

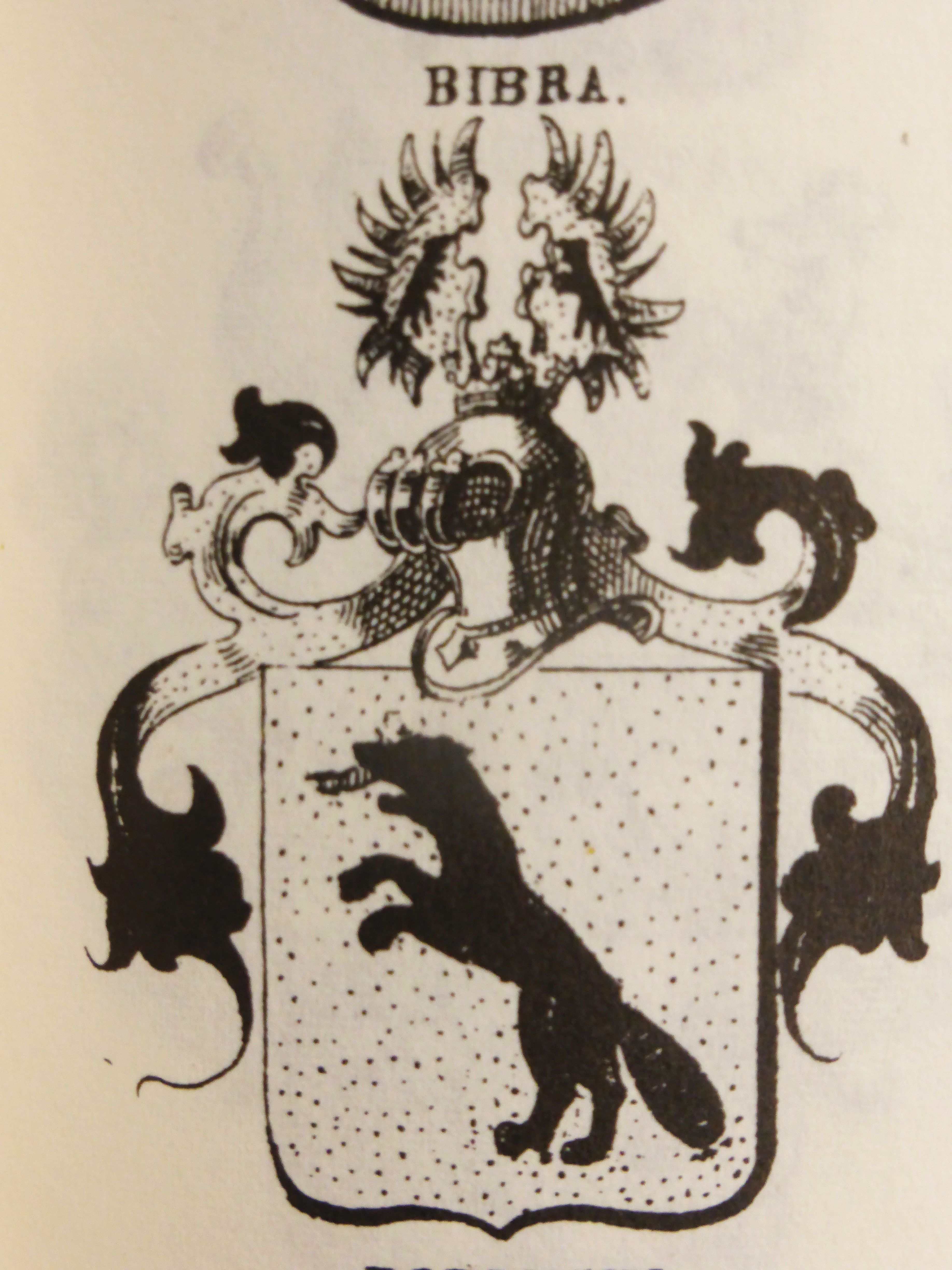
Wappen der Herren von Bibra in Siebmachers Wappenbuch

Das abgegangene Burg Oberbibrach ist heute nur mehr ein mittelalterlicher Burgstall westlich der Kirche St. Johannes Evangelist im Ortsteil Oberbibrach der Gemeinde Vorbach im oberpfälzischen Landkreis Neustadt an der Waldnaab von Bayern. Der Straßenname „Schlossgraben“ in Oberbibrach weist noch auf die nicht mehr bestehende Burg hin. Die Anlage wird als Bodendenkmal unter der Aktennummer  	D-3-6136-0001 im Bayernatlas als „mittelalterlicher Burgstall, archäologische Befunde des Mittelalters und der frühen Neuzeit im Bereich der Kath. Kirche St. Johannes Evangelist in Oberbibrach, darunter die Spuren von Vorgängerbauten bzw. älterer Bauphasen“ geführt. 

## Geschichte
Über diese Niederungsburg vom Typus einer Turmhügelburg (Motte) sind nur wenige geschichtliche und archäologische Informationen bekannt, sie wird als mittelalterlich datiert und sie wird als Sitz der Herren von Bibra(ch) angesehen. 1119 wird zum ersten Mal ein Rupertus de Bibra als Zeuge in der Stiftungsurkunde des Klosters Michelfeld urkundlich erwähnt. 1130 ist in dem Ensdorfer Traditionscodex ein Heinricus de Biberahe mit der Schenkung eines Gutes in Lindenhardt an den Wittelsbacher Pfalzgrafen Otto, einen der Gründer des Klosters, zu finden. 1351 wird die Burg Bibrach als Lehen der Landgrafen von Leuchtenberg erwähnt. Landgraf Ulrich I. hat Heinrich von Bibrach, genannt „Armer Heiner“, und dessen Sohn Chunrad mit der halben Veste zu Bibrach und weiteren  Ländereien beliehen. Die Herren von Bibra hatten ihre Begräbnisstätte in der Kirche von Neuzirkendorf, heute ein Ortsteil von Kirchenthumbach, wobei sich in der dortigen Kirche St. Georg ein Wappenstein der Familie befindet.
Im 14. und besonders im 15. Jahrhundert begann das Kloster Speinshart mit dem Ankauf des Lehensgutes der adeligen Familie. Unter Georg Taurus von Gunzendorf wurde das Burggebäude nochmals instand gesetzt, 1557 versuchte der lutherisch gewordene Abt Johann Georg von Gleißenthal vergeblich, vom Kurfürsten die Burg als Wohnsitz zu erhalten. Wegen eines Streites mit Eschenbach wollte der Abt nämlich Bibrach zu einem eigenständigen Markt aufbauen, der außerhalb der Bannmeile von Eschenbach gelegen war.
Die Herren von Bibrach erscheinen später in Oberfranken. Hier wird ein Sebastian Keller von Bibrach, Schwab genannt,  1518 als Landsasse von Guttenthau genannt; 1534 ist in Guttenthau ein Hans Kellner von Bibrach, genannt Schwab, erwähnt. 1532 ist Georg Kellner von Bibrach als Inhaber der Hofmark Katzberg beglaubigt. Wolf Karl Kellner verkauft diesen Sitz 1567 an Jakob Fuchs von Arnschwang. Die Herren von Biberach haben im Hochstift Bamberg das Erzmarschallamt übernommen und 1698 die Freiherrenwürde erreicht.
Die Burg ist vermutlich im Dreißigjährigen Krieg schwer geschädigt worden und 1685 abgebrochen worden. Reste der Burg sind zwischen 1761 und 1772 für den Bau der St.-Johannes-Kirche und der Kirchenmauer verwendet worden.

## Beschreibung
Von der Anlage ist ein runder Burghügel im Biberbachtal erhalten. Die Burgstelle ist von drei Seiten von einem 2,5 bis 3 m tiefen Graben geschützt. Die Hügelfläche misst ca. 32 m im Durchmesser und wird heute als Streuobstwiese genutzt. An der Nordwestseite sind leichte Erhöhungen von einem Mauerwerk und an der Südostseite Reste einer Umfassungsmauer erkennbar. In dem Urkataster von 1845 gibt es Hinweise auf einen nördlich vorgelagerten Turm und einen vom Biberbach gespeisten Burggraben.